# 氣比神宮
氣比神宮（けひじんぐう）是位在日本福井縣敦賀市的神社。為式內社（名神大社）、越前國一宮、舊社格為官幣大社（現神社本廳的別表神社）。從上古以來被尊為「北陸道總鎮守」。

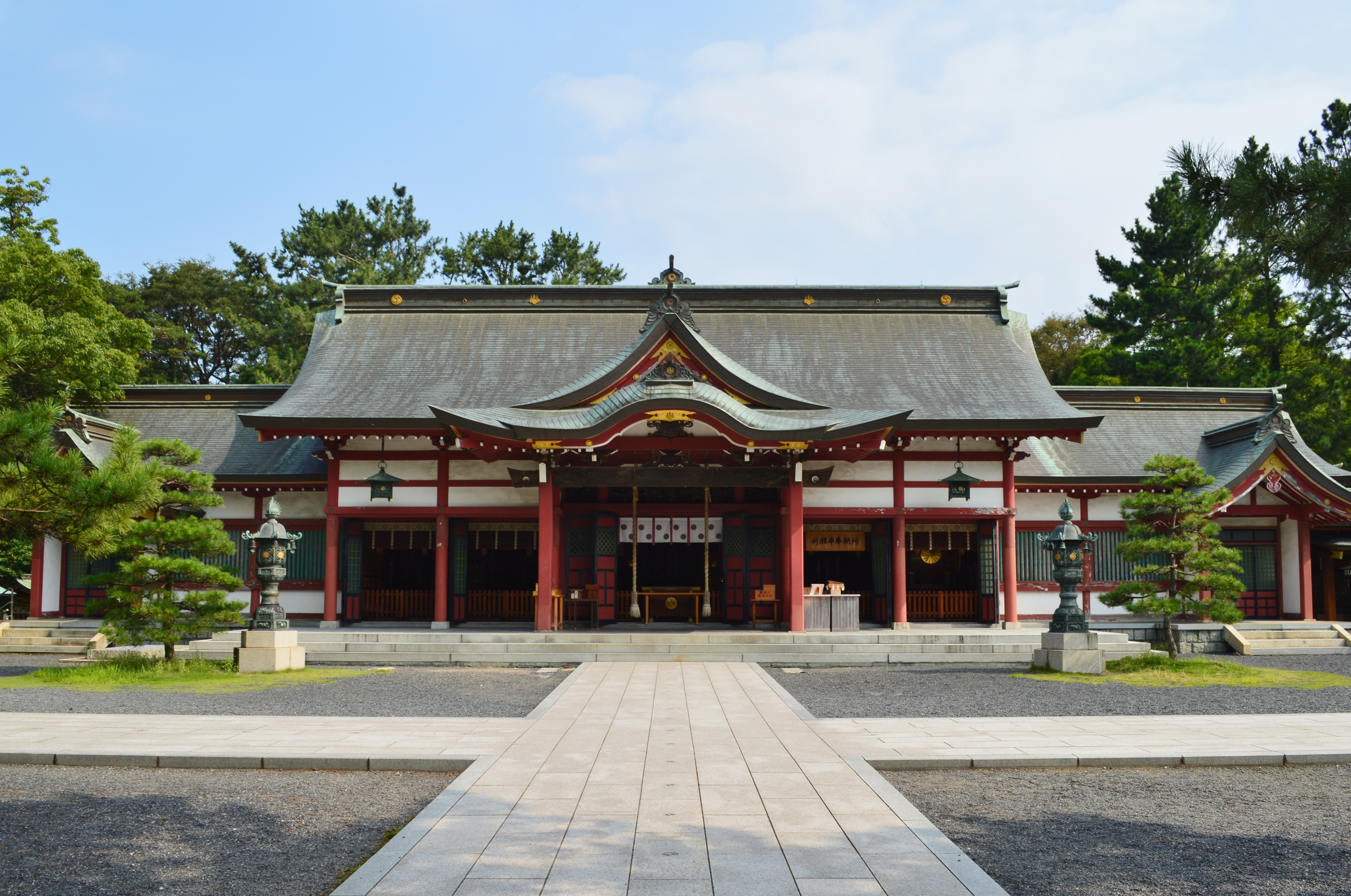
外拜殿

## 關連項目
- 氣比松原
- 越國

## 外部連結
- 北陸道總鎮守 氣比神宮 （页面存档备份，存于）